# Gb (dwuznak)
Gb – dwuznak składający się z liter G i B. Używana jest w niektórych językach w Afryce. Występuje na przykład w gramatyce afrykańskiego języka ewe, oznacza spółgłoskę zwartą wargowo-miękkopodniebienną dźwięczną. W międzynarodowej transkrypcji fonetycznej IPA oznaczany symbolem [ɡ͡b]. Brak jednak polskiego fonetycznego odpowiednika dla tego używanego przez nich dwuznaku.